# 神統記
《神統記》是2017年連載於成為小說家吧、谷舞司原作、河野紘一郎輕小說作畫、青山俊介漫畫作畫的異世界小說。轻小说和漫画单行本皆由主婦與生活社发售，英語版由J-Novel Club代理販賣。

## 劇情簡介
卡伊為了保護村莊（拉古村），免受灰猿人和豬人等亞人入侵領土而站在戰場上。在某次與豬人的戰鬥中，卡伊受到致命傷而誤入山谷時，受到神的恩賜，因此突然想起「前世的記憶」。並在安全返回村莊後，透過記憶覺醒新的力量，自此卡伊開始村莊和山谷中的雙重生活。

## 登場人物

### 主要人物
卡伊／槐伊（聲：田村睦心）
本作主角，轉生者。在與豬人的戰鬥中意外獲得調停之神的恩賜。設法在與亞人的持續戰鬥。自己只是其中一個步兵，為了生存，從前世的一個少年的記憶中，所獲得的知識和洞察力發現並開發魔法，他也不斷訓練武術變得強大。在村莊裡，他已成長到足以與領主貝金匹敵的強大力量的戰士，在山谷裡他透過接收從全國各地流浪的亞人來建立國家。
約潔（聲：花澤香菜）
拉古村領主摩洛克・貝金的女儿，奧爾哈的妹妹，她有著白頭髮、紅眼睛和白皮膚的特徵。為了村莊而戰，她試圖變強，但作為一個受保護的女孩，她被禁止做任何危險的事情。當有機會時，她就會進行自我訓練，並了解到卡伊的一個秘密（可以使用魔法），於是他們開始一起訓練，以換取卡伊繼續保持沉默。與此同時她也是一位擁有當地神靈力量的「祝福者」。她對卡伊很感興趣，可以自由地交談。在混亂之中，卡伊的真實身份被揭露，當約潔以為父親貝金要她結婚以便將他帶入家庭時，她暗自高興。

### 人族
摩洛克・貝金（聲：宮内敦士）
拉古村領主，奧爾哈和約潔的父親，深受人民的尊敬。他受到強大土地神的庇佑，是邊境地區的頂尖戰士之一。他經常訓練村裡的士兵進行戰鬥。當卡伊開始脫穎而出並壓倒其他士兵，對他產生興趣。
奧爾哈（聲：松岡禎丞）
拉古村領主的兒子，約潔的哥哥。有神靈庇佑。他把家族的榮譽放在第一位，村民的利益放在第二位。對自己的能力過於自信，而不聽取周遭人的意見。
曼索（聲：福西勝也）
拉古村的青年，擁有豐富的戰鬥經驗，並且每天都設法生存下來。對卡伊來說，他就像是個充滿愛心的哥哥。
艾爾莎（聲：石見舞菜香）
來自拉古村的女孩，她對卡伊懷有一種親近感，實際上也對他有些戀情，有一個妹妹莉莉莎。身為村裡的女人之一，她們主要透過在村莊做飯等方式，為奔赴戰場的男人們提供支持。當巡察使岡達爾選擇她作為夜間作陪者時，她坦白自己喜歡卡伊的感情，岡達魯把她打得半死。卡伊為了讓艾爾莎康復，餵她吃神石，雖然身體的傷勢恢復，但副作用導致她陷入昏迷。卡伊假裝埋葬艾爾莎，把她帶到山谷，並在波列庫的醫學知識的幫助下治愈她。
莉莉莎（聲：高橋未奈美）
艾爾莎的妹妹。
艾爾莎的母親（聲：加藤美佐）
艾爾莎和莉莉莎的母親。
阿黛莉亞（聲：八百屋杏）
村裡的女人之一。
雅庫伊（聲：成田雛糸）
村裡的女人之一。全力支持著少當家奧爾哈。
岡達爾（聲：越後屋浩介）
王國派來的巡察使。身為國王的代理人，濫用國家權威來奢求過度的娛樂。行為暴虐，要求每晚都有女人侍奉他，他因襲擊艾爾莎而被卡伊殺死。
納達（聲：中野泰佑）
一位尋求真理的僧侶，由大僧院派遣來到偏遠地區進行調查。在意識到卡伊擁有特殊的能力，他試圖殺死對方並竊取他的力量，但被卡伊殺死。

### 亞人
波列庫（聲：中博史）
矮人部落的首領，把卡伊尊為神明。雖然他雙眼失明，但能夠感知精神力量，因此能夠自由活動。也擁有豐富的戰鬥經驗。還向卡伊傳授有關當地神靈和亞人世界的知識。在卡伊的允許下，於山谷邊緣為他的部落建立了一個村莊。此外，他們擁有比人類更豐富的醫學知識，卡伊讓他治療艾爾莎時感到十分驚訝。
愛露薇（聲：集貝花）
波列庫的孫女，被當作祭品獻給神的矮人女孩。出於某種原因，稱卡伊為神，並來到山谷。她一生都在照顧卡伊的日常生活。
恩戈爾
他受到蜥蜴人（拉加托斯）的保護，並生活在山谷附近的濕地。或許是因為他敬畏山谷當地的神，所以他對卡伊很友善。
妮倫／妮露恩（聲：潘惠美）
鹿人族女孩。
潔艾娜（聲：甲斐田裕子）
灰猿人王族最小的么兒。她在北方聲名顯赫，被賜予「賢姬」的稱號。雄心勃勃，渴望成為下一任女王，並為此不惜一切代價。

### 其他
谷之神（聲：銀河萬丈）
給予卡伊祝福的一位偉大的神，其神性遠非任何地方神所能比擬。

## 出版書籍

### 輕小說
| 卷數 | 主婦與生活社  | 主婦與生活社           |
| 卷數 | 發售日期      | ISBN                   |
| ---- | ------------- | ---------------------- |
| 1    | 2018年3月30日 | ISBN 978-4-391-15169-5 |
| 2    | 2018年7月27日 | ISBN 978-4-391-15217-3 |
| 3    | 2019年6月28日 | ISBN 978-4-391-15279-1 |

### 漫畫
| 卷數 | 主婦與生活社   | 主婦與生活社           | 東立出版社    | 東立出版社             |
| 卷數 | 發售日期       | ISBN                   | 發售日期      | ISBN                   |
| ---- | -------------- | ---------------------- | ------------- | ---------------------- |
| 1    | 2018年11月30日 | ISBN 978-4-391-15255-5 | 2025年4月11日 | ISBN 978-626-02-3755-4 |
| 2    | 2019年5月31日  | ISBN 978-4-391-15280-7 |               |                        |
| 3    | 2019年10月25日 | ISBN 978-4-391-15412-2 |               |                        |
| 4    | 2020年4月24日  | ISBN 978-4-391-15457-3 |               |                        |
| 5    | 2020年10月30日 | ISBN 978-4-391-15524-2 |               |                        |
| 6    | 2021年5月7日   | ISBN 978-4-391-15595-2 |               |                        |
| 7    | 2021年12月3日  | ISBN 978-4-391-15596-9 |               |                        |
| 8    | 2022年7月1日   | ISBN 978-4-391-15777-2 |               |                        |
| 9    | 2023年1月6日   | ISBN 978-4-391-15911-0 |               |                        |
| 10   | 2023年8月4日   | ISBN 978-4-391-16029-1 |               |                        |
| 11   | 2024年4月5日   | ISBN 978-4-391-16230-1 |               |                        |
| 12   | 2024年7月5日   | ISBN 978-4-391-16313-1 |               |                        |
| 13   | 2025年4月4日   | ISBN 978-4-391-16475-6 |               |                        |

## 電視動畫
2024年4月5日確定動畫化，於2025年4月至6月播放。

### 主題曲
片頭曲衝動
演唱、作詞、作曲：野田愛實，編曲：A.G.O
片尾曲月と私と新しい自分
演唱：STU48，作詞：秋元康，作曲、編曲：嶋田啓介、湯口亮

### 各話列表
| 話數   | 標題         | 编剧       | 分镜                 | 演出                 | 作画監督 | 总作画監督           | 首播日期       |
| ------ | ------------ | ---------- | -------------------- | -------------------- | --- | -------------------- | -------------- |
| 第1話  | 拉古村的少年 | 大久保智康 | 森邦宏               | 鈴木理人             | 樋口香住、佐藤惠美、森葵、相澤茉莉、大野勉、藤井文乃、島崎克實、上條修、羽坂英則、櫻井木之實、山崎理璃花、河野紘一郎、拉普拉斯動畫、趙越、房博雅、陳音、梁雅、白建章、何穎潔 | 藤井文乃             | 2025年 4月12日 |
| 第2話  | 白姬公主     | 大久保智康 | 森邦宏               | 丹羽素彦、森邦宏     | 樋口香住、佐藤惠美、飯飼一幸、富山大輔、服部須美、久保山陽子、島崎克實、山崎理璃花、拉普拉斯動畫、趙越、上海炫舟文化傳媒有限公司                                             | 藤井文乃             | 4月19日        |
| 第3話  | 調停神       | 山田靖智   | 西田正義、森邦宏     | 大塚隆寬             | 福永啓人、Park Magang、Kim Sukhui、Kim Wonhui、重松佐和子、佐藤惠美、樋口香住、富山大輔、森葵、河野紘一郎、ANIG、半扇門、拉普拉斯動畫、X10、No Seung-who、Yoon Ji-hui        | 山崎理璃花           | 4月26日        |
| 第4話  | 小樂園       | 山田靖智   | 西田正義、森         | 森葵                 | 樋口香住、島崎克實、橋本航平、森葵、上條修、飯飼一幸、松下純子、重松佐和子、X10、董立則、沈陶裔、陳亮、郁慧云、劉琦琦、張倩茹、拉普拉斯動畫                                  | 藤井文乃             | 5月3日         |
| 第5話  | 僧侶與巡察使 | 大久保智康 | 鈴木理人、森葵       | 鈴木理人             | 永田有香、佐藤惠美、富山大輔、久保山陽子、林奈緒、服部須美、樋口香住、大野勉、武田薰、無錫弘興動畫公司                                                                       | 藤井文乃             | 5月10日        |
| 第6話  | 六頭將       | 山田靖智   | 青山弘、森葵         | 西村大樹             | 藤井文乃、久保山陽子、大野勉、佐藤惠美、飯飼一幸、富山大輔、島崎克實、樋口香住、服部須美、久明一誠、上海炫舟文化傳媒有限公司、無錫弘興動畫公司、岸影動画                     | 藤井文乃             | 5月17日        |
| 第7話  | 真理探究官   | 大久保智康 | 鈴木吉男、森、森葵   | 森邦宏、井出信一     | 福永啓人、In Jiyeon、Kim Hyeon Soo、Youn Subin、Hwang SuBeen、LeeYeRen、Kwon EunJoo、佐藤惠美、大野勉、半扇門                                                                | 山崎理璃花、藤井文乃 | 5月24日        |
| 第8話  | 前往大靈河   | 山田靖智   | 鈴木吉男、青山弘     | 鈴木吉男             | 服部須美、島崎克實、佐藤恵美、久保山陽子、飯飼一幸、大野勉、吉田龍一郎、樋口香住、久明一誠、富山大輔、武田薰、藤田正幸、南伸一郎、松下純子、上海炫舟文化傳媒有限公司、劉軍   | 藤井文乃             | 5月31日        |
| 第9話  | 神力         | 大久保智康 | 森、小坂春女、森邦宏 | 小坂春女             | 林奈央、山崎理璃花、永田有香、大野勉、服部須美、佐藤惠美、樋口香住、久保山陽子、藤井文乃、旭、岸影動画、拉普拉斯動畫、Revival、育松動畫製作有限公司、X10                     | 藤井文乃、山崎理璃花 | 6月7日         |
| 第10話 | 鼎之大神     | 大久保智康 | 森葵、鈴木理人       | 山內東生雄、加瀨充子 | Lee Jae min、Kim Yu sun、Lee Jong man、Ho Seong Jin、Revival、拉普拉斯動畫                                                                                                   | 藤井文乃、山崎理璃花 | 6月14日        |
| 第11話 | 惡神         | 山田靖智   | 加藤充子、森、吉田徹 | 鈴木理人             | 樋口香住、佐藤惠美、大野勉、藤井文乃、久保山陽子、橋本航平、X10、Triple A、劉文慧、陳小倩、渠逸辰、何善智、李傑、劉琦琦、張倩茹                                              | 藤井文乃、山崎理璃花 | 6月21日        |
| 第12話 | 鼎之守護者   | 大久保智康 | 森葵、森邦宏         | 森葵、森邦宏         | 森葵、大野勉、山崎理璃花、島崎克實、飯飼一幸、樋口香住、佐藤惠美、久保山陽子、藤井文乃、鈴木知里、育松動畫製作有限公司、X10                                                  | 藤井文乃、山崎理璃花 | 6月28日        |

## 外部連結
- 成為小說家吧 - 輕小說（日語）
- Pash Up! - 漫畫（日語）
- 官方网站 - 動畫（日語）